# Czarface Meets Metal Face
Czarface Meets Metal Face — первый совместный альбом хип-хоп-группы Czarface и британо-американского репера MF Doom, выпущенный 30 марта 2018 года на лейбле Get On Down. Альбом стал последним при жизни Думилье. Совместный альбом Super What? стал для него посмертным
Ранее Czarface и MF Doom сотрудничали над песней Ka-Bang! из альбома Czarface 2015 года Every Hero Needs a Villain

## Критический приём
| Совокупная оценка     | Совокупная оценка |
| Источник              | Оценка            |
| --------------------- | ----------------- |
| AnyDecentMusic?       | 6.6/10            |
| Metacritic            | 75/100            |
| Оценки критиков       |                   |
| Источник              | Оценка            |
| The 405               | 6.5/10            |
| AllMusic              | [ 4 ]             |
| The A.V. Club         | B−                |
| The Guardian          | [ 6 ]             |
| HipHopDX              | 4.3/5             |
| NME                   | [ 8 ]             |
| Pitchfork             | 6.4/10            |
| RapReviews            | 8.5/10            |
| Vice (Expert Witness) | [ 11 ]            |

Сайт Metacritic оценил альбом 75 из 100 баллов на основе 9 обзоре.
Механ Джаясурия на сайте Pitchfork писал об альбоме:"Вы не можете слишком сильно критиковать Czarface Meets Metal Face за звучание, как произведение эпохи, поскольку это явно его намерение. Czarface всегда обращался напрямую к определенной аудитории, которая ценит привычное выше прогресса. И если вы ищете хип-хоп-альбом, который звучит так, как будто его записали 15 лет назад, Czarface Meets Metal Face, безусловно, это то, что вам нужно. Все, от производства до банальных скетчей в стиле бульварного кино, кажется застывшим во времени. Но если вы хотите напомнить себе, почему DOOM и Deck так высоко ценятся, вам лучше придерживаться классики. Просто спросите любого традиционалиста: они не делают их такими, как раньше".
Джули Ривер на сайте Punknews.org оценила альбом на 4,5 звезды,написав об альбоме :"Первое, что бросается в глаза, когда вы слушаете Czarface Meets Metal Face, — это то, что продюсирование альбома абсолютно выдающееся. 7L собирает оригинальные биты, которые не похожи на типичные хип-хоп биты. Будь то инструментальные композиции в стиле фильмов ужасов в «Phantoms» или яркие поп-звуки 70-х в «Bomb Thrown», 7L создает звуковой ландшафт, который постоянно меняется, часто ритмически сложен и никогда не бывает скучным.
Все три рэпера, MF Doom, Inspectah Deck и Esoteric, чрезвычайно талантливы, но имеют разные стили, что придает альбому большое чувство разнообразия. Стиль MF Doom медленный и низкий, в то время как стиль Esoteric быстрый и агрессивный, а Deck находится где-то посередине между ними. Альбом становится клиникой сложной рифмовки с такими впечатляющими трюками, как Esoteric, притворяющийся, что забыл свои строки в «Bomb Thrown», но умудряющийся удерживать свое «спотыкание» в рамках схемы рифмовки песни. Только в двух песнях есть гостевые рэперы, «Phantoms» и «Astral Travelling». «Phantoms» включает Open Mike Eagle, чье участие в этом треке, возможно, было ошибкой, потому что, как бы хороши ни были Deck, Doom и Esoteric, Келли оставляет всех троих в пыли своим блестящим куплетом о дружбе с призраком, живущим в его квартире, который заканчивается действительно веселым поворотом. Затем Esoteric пытается не отставать от Келли в треке, проворачивая сложный трюк с рэпом целого куплета, где почти каждое слово начинается со звука «f» или «ph». Astral Travelling включает Винни Паза из Jedi Mind Trick, чей гризли-голос добавляет совершенно новое измерение к звучанию Doom и Czarface. Как только куплет Паза в песне заканчивается, вся песня резко меняет ритм и темп, демонстрируя впечатляющую гибкость группы".
Бен Бомонт-Томас для газеты The Guardian оценил альбом на четыре звезды. Сайт Allmusic оценил альбом на 3,5 звезды.
Кайл Юстис на сайте HipHopDX писал об альбоме следующее: "В сочетании с мрачной, абстрактной эстетикой DOOM альбом Czarface Meets MetalFace  выводит на поверхность преступный мир комиксов и одновременно непреднамеренно обучает зарождающееся поколение рэперов".

## Трек лист
| №                   | Название             | Длительность |
| ------------------- | -------------------- | ------------ |
| 1.                  | «Take Your Medicine» | 0:52         |
| 2.                  | «Meddle with Metal»  | 3:26         |
| 3.                  | «Badness of Madness» | 2:56         |
| 4.                  | «Close Talker»       | 0:50         |
| 5.                  | «Forever People»     | 3:20         |
| 6.                  | «Captain Crunch»     | 3:57         |
| 7.                  | «Don't Spoil It»     | 1:39         |
| 8.                  | «Phantoms»           | 4:19         |
| 9.                  | «Bomb Thrown»        | 4:32         |
| 10.                 | «You Masked for It»  | 1:22         |
| 11.                 | «Astral Traveling»   | 3:50         |
| 12.                 | «Nautical Depth»     | 3:31         |
| 13.                 | «Stun Gun»           | 2:03         |
| 14.                 | «MF Czar»            | 3:22         |
| 15.                 | «Captain Brunch»     | 2:29         |
| 16.                 | «Sleeping Dogs»      | 1:09         |
| Общая длительность: | Общая длительность:  | 43:37        |

## Чарты
| Чарт (2018)                            | Высшая позиция |
| -------------------------------------- | -------------- |
| Шотландия (Scottish Albums Chart)      | 76             |
| США (Billboard 200)                    | 134            |
| США (Billboard Top Album Sales)        | 37             |
| США (Billboard Digital Albums)         | 18             |
| США (Billboard Independent Albums)     | 5              |
| США (Billboard Top Heatseekers Albums) | 1              |
| США (Billboard Top Tastemaker Albums)  | 5              |